# قائمة بسلوكيات التغذية

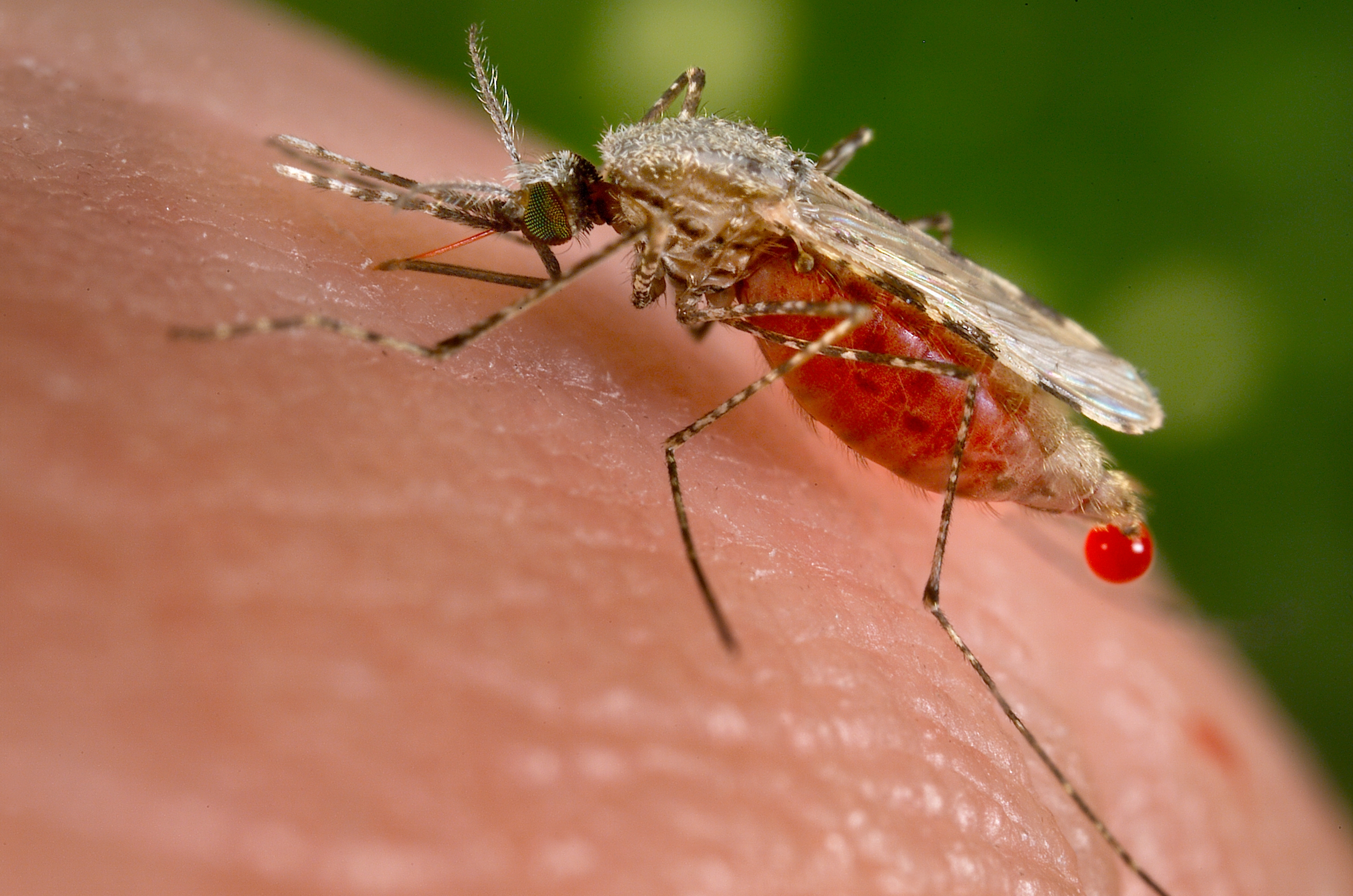
بعوضة تشرب الدم (hematophagy) من إنسان (لاحظ قطرة الدم التي يتم طردها كفائض)

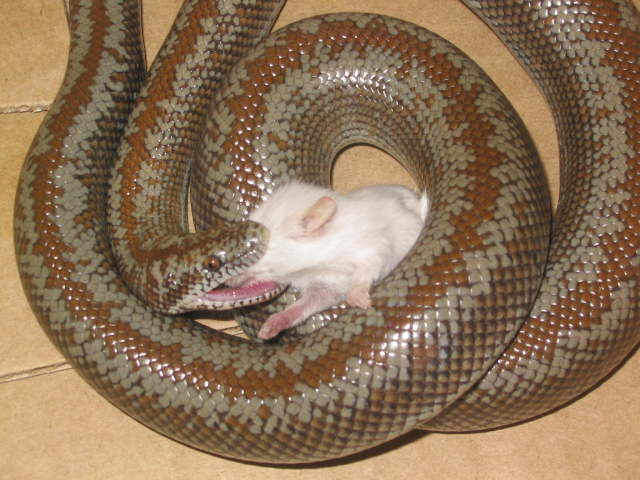
ثعبان يتغذى على فأر

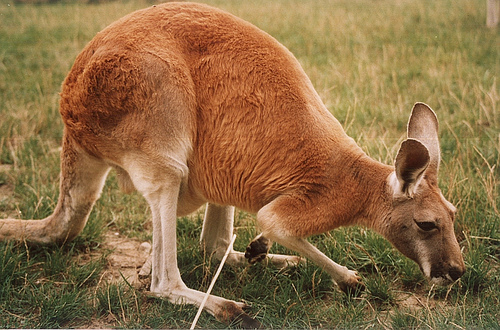
كنغر أحمر يتغذى على العشب

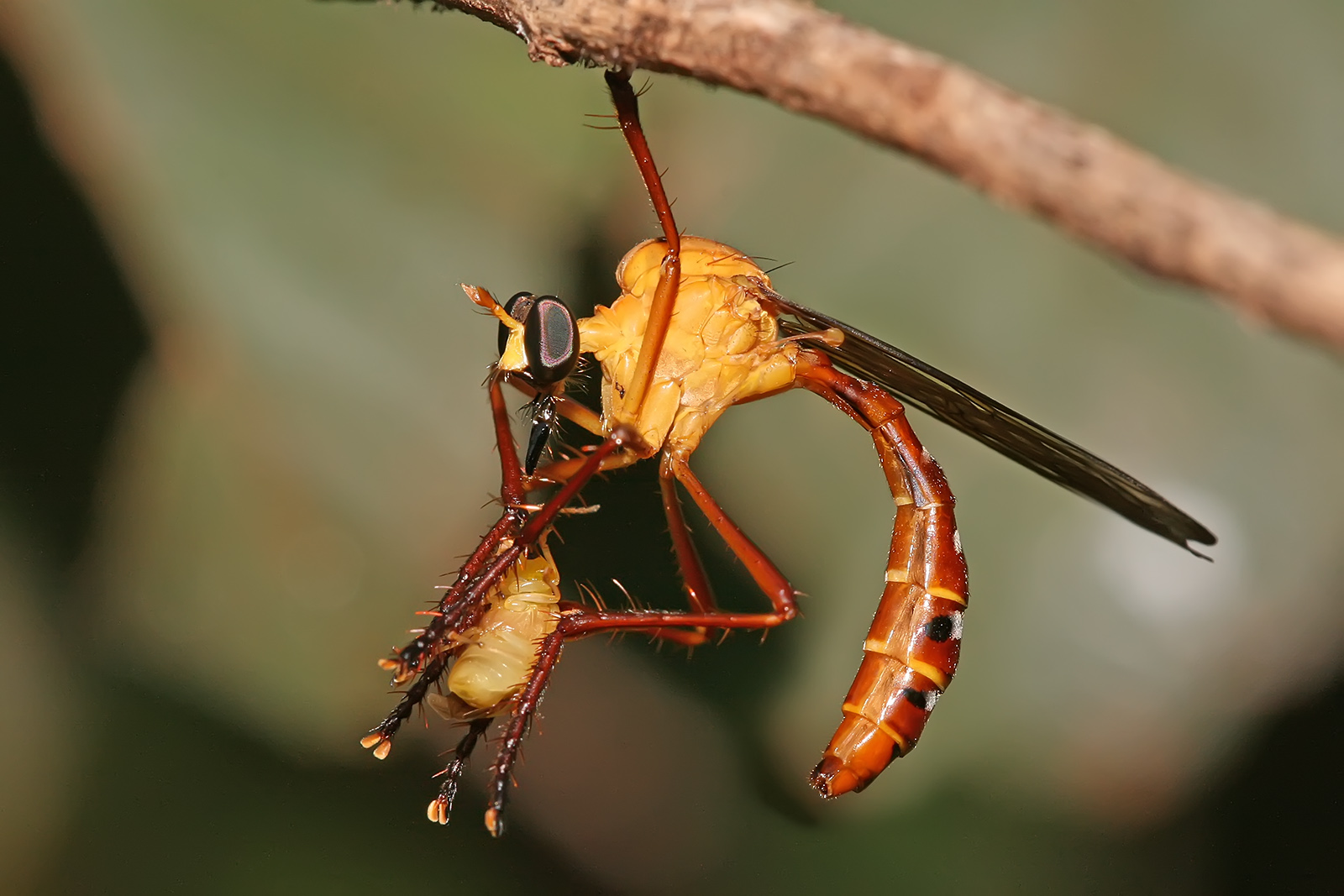
الذبابة السارقة (فصيلة العنتر) كما هو موضح بعد أن أمسكت خنفسة الأوراق.

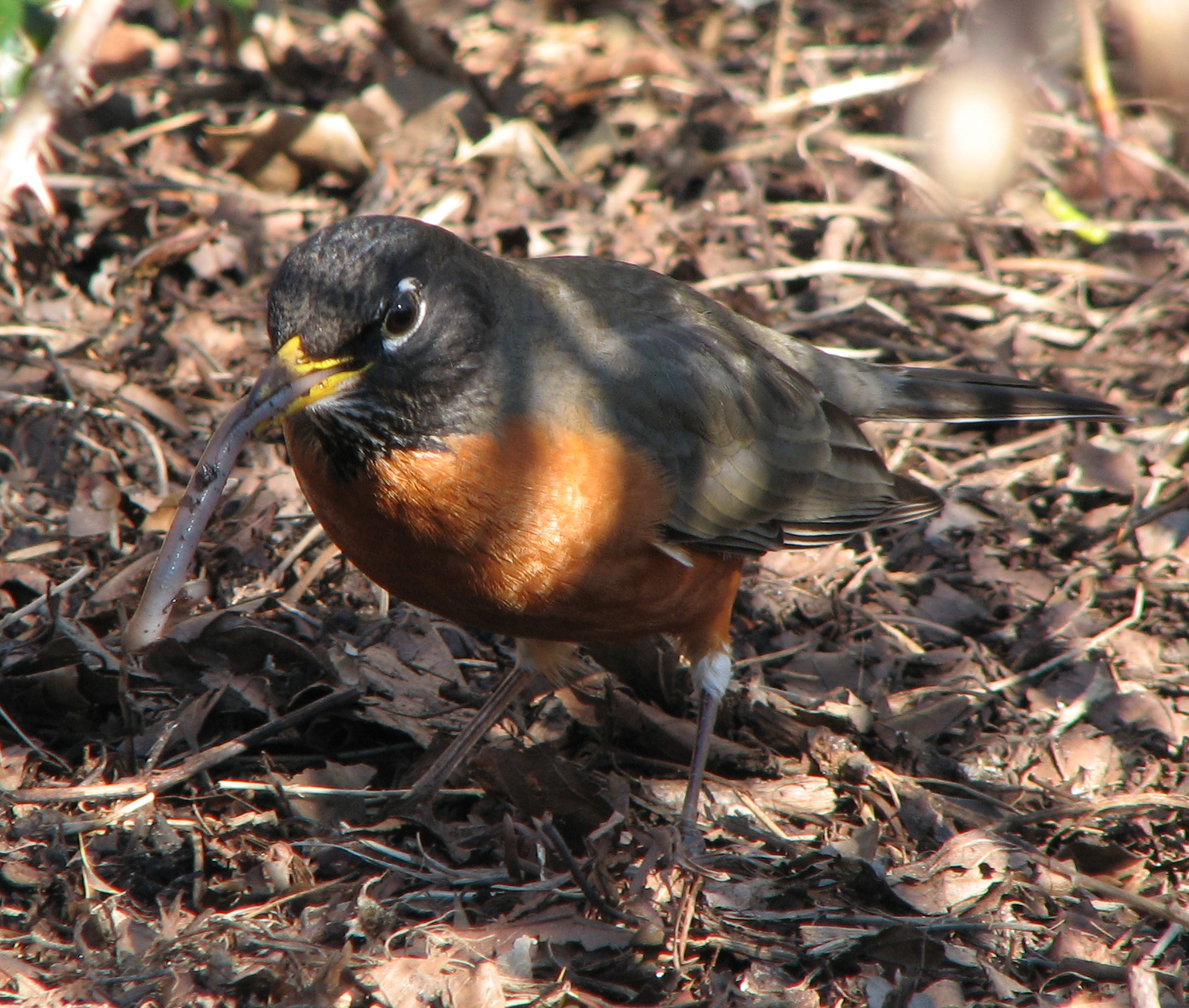
طائر السمنة الأمريكي الشمالي يأكل دودة.

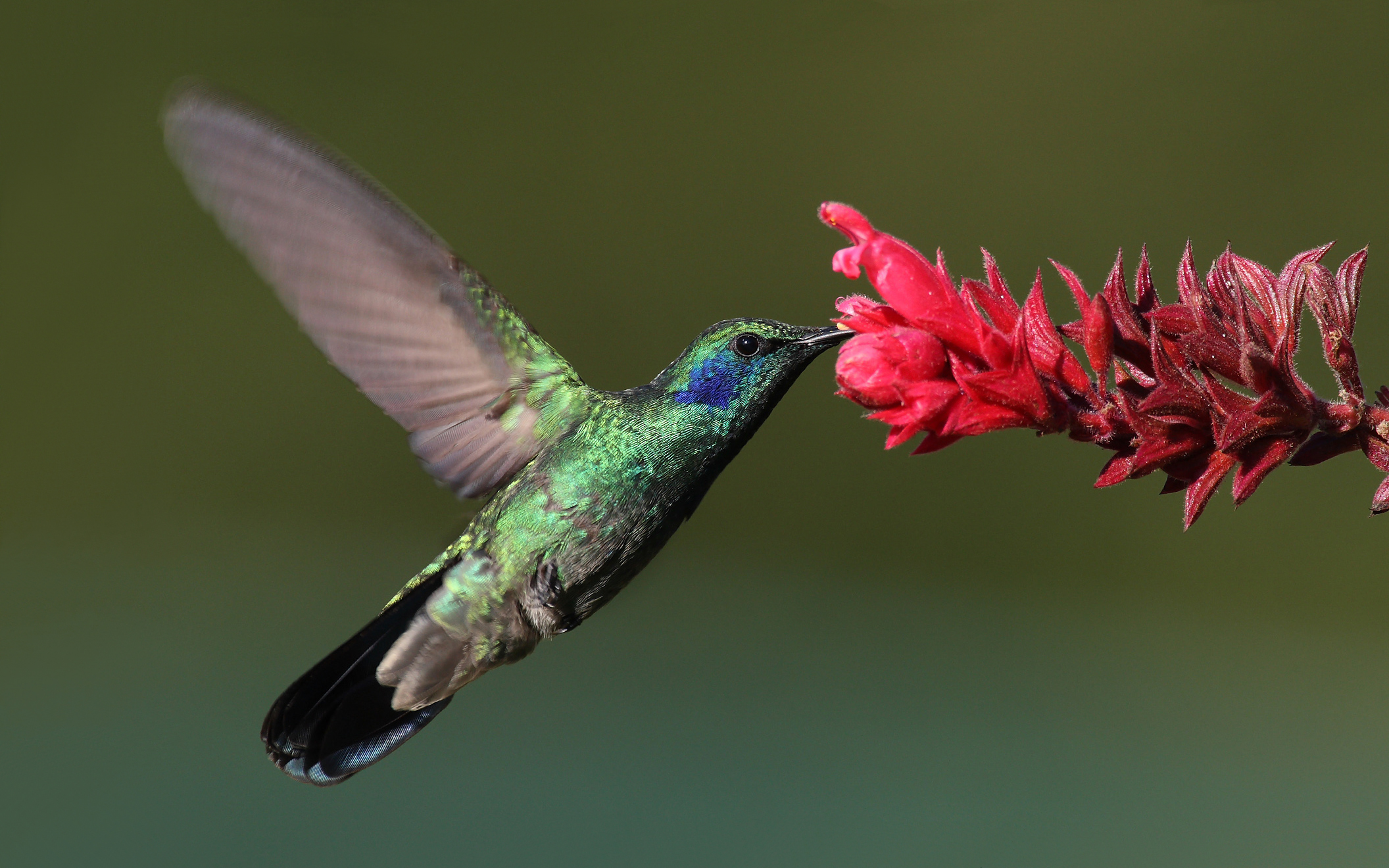
طائر الطنان يشرب الرحيق في المقام الأول.

كريل يقوم بتصفية التغذية.

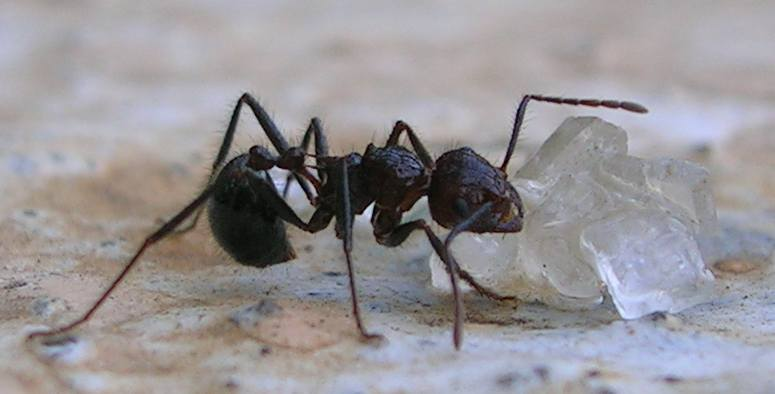
نوع من النمل يتغذى على كريستالات السكر.

التغذية هي العملية التي تقوم بها الكائنات الحية، الحيوانات عادة، الحصول على الغذاء. المصطلحات غالبًا ما تستخدم إما اللواحق -vore، -vory، -vorous من الكلمة اللاتينية (vorare) والتي تعني «التهام»، أو تستخدم -phage  ،phagy، -phagousمن الكلمة اليونانية (φαγειν)(phagein) والتي تعني «تناول الطعام».

## التاريخ التطوري
يتفاوت تطور استراتيجيات التغذية المختلفة والتي تتطور عدة مرات في الأنساب المستقلة. في الفقاريات الأرضية الأولية كانت كبيرة برمائية بيسيفوريس 400 مليون سنة مضت. في حين واصلت البرمائيات التغذي على الأسماك والحشرات، بدأت الزواحف استكشاف نوعين جديدين من الأغذية، (tetrapods) أخرى (آكلة اللحوم)، وبعد ذلك، النباتات (العاشبة). تحولت آكلات اللحوم طبيعيا من الحشرات إلى تيترابود المتوسطة والكبيرة، مما تطلب الحد الأدنى من التكيف (على النقيض من ذلك، مجموعة معقدة من التكيفات كانت لازمة للتغذية على المواد النباتية الليفية).

## التعديلات التطورية
تخصص الكائنات الحية نحو مصادر غذائية محددة هو أحد الأسباب الرئيسية لـتطور الشكل والوظيفة، مثل:
- أجزاء الفم والأسنان، كما هو الحال في الحيتان، الخفافيش مصاصي الدماء، العلق، البعوض، الحيوانات المفترسة مثل الخنازير والأسماك، الخ.
- أشكال مختلفة من المناقير عند الطيور، مثل الصقور، نقار الخشب، البجع، الطنان، الببغاوات، الخ.
- المخالب المتخصصة وغيرها من الزوائد، للقبض أو القتل (بما في ذلك الأصابع).
- التغييرات في لون الجسم لتسهيل التمويه، إنشاء الفخاخ للضحية، الخ.
- التغيرات في الجهاز الهضمي، مثل نظام معدة الحيوانات العاشبة، والمعايشة والتكافل.

## التصنيف

### حسب طريقة الابتلاع
هناك العديد من طرق التغذية التي تظهرها الحيوانات، بما في ذلك:
- تصفية التغذية: الحصول على المواد الغذائية من المعلقات في الماء.
- تغذية الإيداع: الحصول على المغذيات من الجسيمات العالقة في التربة
- التغذية على السوائل:[ا] الحصول على المواد الغذائية عن طريق استهلاك سوائل الكائنات الحية الأخرى.
- التغذية الكتلية: الحصول على المغذيات من خلال تناول كل كائن حي.
- شفط الغذاء: تناول فريسة عن طريق السوائل حوله.

### حسب طريقة الهضم
- الهضم الخارج-الخلوي: إفراز إنزيمات الهضم ومن ثم إعادة امتصاص المنتجات.
- Myzocytosis: خلية واحدة ثقب آخر باستخدام أنبوب التغذية، ويمتص السيتوبلازم.
- البلعمة: تبتلع المواد الغذائية في الخلايا الحية، حيث يتم هضمها.

### حسب نوع الطعام
القروت (polyphagy): هو قدرة الحيوان على تناول مجموعة متنوعة من المواد الغذائية، بينما أحادي الاغتذاء (monophagy) هو عدم احتمال كل المواد الغذائية باستثناء نوع واحد محدد (انظر عامة والأنواع المتخصصة).
تصنيف آخر يشير إلى طعام مخصص تكون الحيوانات متخصصة في تناوله، مثل:
- آكلات اللحوم: التي تأكل الحيوانات.
  - Araneophagy: التغذي على العناكب.
  - Avivore: تأكل الطيور.
  - Durophagy: تناول الكائنات الصدفية أو ذات الهيكل الخارجي.
  - Haematophagy: تتناول الدماء.
  - Insectivore: تتناول الحشرات.
    - Myrmecophagy: تتناول النمل أو النمل الأبيض.

  - Invertivore: تتناول اللافقاريات.
  - Keratophagy or Ceratophagy: وتناول المواد قرنية، مثل الصوف عبر عث الملابس، أو الثعابين تناول جلودهم الخاصة بعد تغيرها.
  - Lepidophagy: تناول حراشف الأسماك.
  - Molluscivore: تناول الرخويات.
  - Mucophagy: تناول المخاط.
  - Ophiophagy: تتناول الثعابين.
  - Oophagy (أكل البويضات): تتناول البيض.
  - Piscivore: تتناول الأسماك.
  - Anurophagy: تتناول الضفادع.
  - Spongivore: تتناول الإسفنج.
  - Teuthophagore: تتناول الحبار بشكل رئيسي وغيرها من رأسيات الأرجل.
  - Vermivore: تأكل الديدان.
  - آكلة اللحوم حسب كمية اللحوم في النظام الغذائي
    - Hypercarnivore: أكثر من 70٪ اللحوم
    - Mesocarnivore: تكون 30–70% اللحوم
    - Hypocarnivore: أقل من 30% اللحوم
- الحيوانات العاشبة: التي تأكل النباتات.
  - Exudativore: تأكل النباتات و/أو الإفرازات الحشرية (الصمغ، النسغ، الخ).
    - Gumivore: تأكل صمغ الأشجار.

  - Folivore: تأكل الأوراق.
  - Florivore: تأكل أنسجة الأزهار قبل تكون أغلفة البذور.
  - مقتات الفواكه: تأكل الفاكهة.
  - Graminivore: تأكل العشب.
  - Granivore: تأكل البذور.
  - Nectarivore: تتغذى على الرحيق.
  - Palynivore: تأكل اللقاح.
  - Xylophagy: تتغذى على الخشب.
- Omnivore - قارت: تناول كل من النباتات والحيوانات والفطريات والبكتيريا الخ المصطلح يعني «آكل الجميع».
- Fungivore: يأكل الفطريات.
- Bacterivore: يأكل البكتيريا.
- Planktivore: يتغذى على العوالق.

تناول المواد غير الحية أو المتحللة:
- Coprophagy: تتغذى على البراز.
- Detritivore: تتناول المواد المتحللة.
- Geophagy - أكل التراب: تناول التربة الغير عضوية.
- Osteophagy: تتغذى على العظام.
- Saprophagy: تتناول المواد العضوية المتحللة.
- Scavenger  - قمام: تناول الكائنات الميتة التي بدأت تتحلل.

هناك أيضًا العديد من سلوكيات التغذية الاستثنائية، إما طبيعية، انتهازية، أو مرضية، مثل:
- Cannibalism: التغذي على أعضاء من نفس النوع
  - Anthropophagy - آكل لحوم البشر: التهام لحم البشر.
  - Intrauterine cannibalism
    - Oophagy - آكل البويضات: الجنين يأكل بيض إخوته.
    - Embryophagy: الجنين يأكل الأجنة الأشقاء.

  - Filial cannibalism
  - Self-cannibalism: التغذية على أجزاء من جسد الكائن نفسه  (انظر أيضًا التهام ذاتي).
- Kleptoparasitism: سرقة الطعام من حيوان آخر.
- Lignophagia: تناول الخشب، عادة ما يكون حالة مرضية في بعض الحيوانات الأليفة.
- Paedophagy - افتراس الصغار: تناول الحيوانات الصغيرة
- Pica - وحم: الاشتهاء الكبير لمواد غير مغذية مثل الطين أو الشعر، أحيانًا في الحمل أو قد يكون نتيجة حالة نفسية، عادةً ما تكون ذات أهمية طبية أو بيطرية.
- Placentophagy: تناول المشيمة.
- Trophallaxis: تناول الطعام الذي تم تقيأه من قبل حيوان آخر.
- Zoopharmacognosy: التداوي الذاتي من خلال تناول النباتات والتربة والحشرات لعلاج الأمراض ومنعها.

إن الكائن الذي يتغذى تغذية انتهازية يحافظ على نفسه عبر عدد متنوع من مصادر الغذاء، لأن هذا النوع من السلوك مرن بما فيه الكفاية.

## سلوكيات التخزين
بعض الحيوانات تظهر سلوك التخبئة وتخزين الطعام لاستخدامه في وقت لاحق.

## أخرى
الكحول - يعتقد على نطاق واسع أن بعض الحيوانات تأكل الفاكهة المتعفن لهذا التخمر وجعلها في حالة سكر، ومع ذلك، فقد فند هذا في حالة الفيلة على الأقل.